# Suiko
Cesarzowa Suiko (jap. 推古天皇 Suiko tennō; ur. 554, zm. 15 kwietnia 628) — 33. cesarzowa-władczyni Japonii, według tradycyjnego porządku dziedziczenia.
Suiko była pierwszą kobietą w historii Japonii, która zasiadła na tronie cesarskim. Za życia używała imion: księżna Nukatabe i Toyomike Kashikiya.
Suiko panowała w latach 593–628.

## Do czasu objęcia tronu
Suiko urodziła się w 554. Była trzecią córką cesarza Kinmei i jego żony, Soga-no-Kitashihime. Kiedy miała kilkanaście lat, poślubiła syna swego ojca z jego inną żoną – cesarza Bidatsu. W 572 jej mąż został cesarzem i poślubił inną kobietę, która została cesarzową. Ta zmarła jednak kilka miesięcy później (możliwe, że przy porodzie dziecka). Dlatego Bidatsu intronizował Suiko na cesarzową.
Po śmierci Bidatsu w 585 cesarzem został inny brat Suiko – Yōmei, jednak zmarł on dwa lata po intronizacji. Na dworze wybuchł wtedy spór między dwoma wpływowymi rodami arystokratycznymi: Soga i Mononobe. Soga proponowali księcia Hatsuhebe na cesarza, a Mononobe – księcia Anahobe. Zwyciężyli Soga i władcą został Hatsuhebe, dzisiaj znany jako cesarz Sushun. Jednak w 592, po pięciu latach rządów, Sushun został otruty przez członków |rodu Soga.
Po śmierci Sushuna wszystko wskazywało na to, że znów wybuchnie spór o nowego cesarza między Soga a Mononobe. Dwór postanowił temu zapobiec i krótko po śmierci Sushuna, w 592 38-letnia Suiko została intronizowana na cesarzową–władczynię. Tym samym została pierwszą kobietą na japońskim tronie w historii. Jej intronizacja była wydarzeniem przełomowym. Shōtoku, syn cesarza Yōmei, został wybrany przez Suiko na następcę tronu i w późniejszych latach jej panowania sprawował funkcję regenta.

## Suiko jako cesarzowa-władczyni
Okres panowania Suiko jest pokazywany jakoby to ród Soga i książę Shōtoku sprawowali rzeczywistą władzę. Suiko jednakże odgrywała bardzo ważną rolę. Kiedy w 624 chciano nadać Soga-no-Umako ziemię nazwaną Kazuraki-no-Agata na własność, Suiko stanowczo odmówiła i nie zrobiono tego, co daje przykład jej niezależności od wpływów rodów arystokratycznych.
Suiko miała też ważny udział w stosunkach międzynarodowych Japonii. Wyznawała buddyzm i na krótko przed intronizacją została buddyjską mniszką. W 594 wydała tzw. Edykt Trzech Kwitnących Skarbów, w którym uznała buddyzm za prawdziwą religię. Spowodowało to odnowienie relacji dyplomatycznych z dworem cesarskim w Chinach w 600. W późniejszych latach Suiko wprowadziła w Japonii wiele chińskich praw i zwyczajów. W 603 ogłosiła także nowe prawo, oparte na prawie chińskim.
Kiedy Suiko była już w starszym wieku, sprawa jej sukcesji była ciągle aktualna i nie wiadomo było, kto będzie jej następcą. 15 kwietnia 628 74-letnia Suiko na łożu śmierci postanowiła, że jej następcą zostanie książę Tamamura, wnuk cesarza Bidatsu albo książę Yamashiro, syn jej siostrzeńca – księcia Shōtoku. Po jej śmierci głowa rodu Soga i większość jego członków opowiedziała się za księciem Tamamura, a pozostali – za Yamashiro. Na dworze cesarskim wybuchła walka i większość zwolenników Yamashiro została zamordowana. Przeważyła większość liczebna i następnym władcą został książę Tamamura, jako cesarz Jomei.
Mauzoleum Cesarzowej Suiko znajduje się w Osace. Nazywa się ono Shinaga no Yamada no misasagi.